# Cole Hamels
Colbert Michael Hamels (San Diego, California, 27 de diciembre de 1983) es un ex Lanzador estadounidense jugó para Los Angeles Dodgers,Philadelphia Phillies, Texas Rangers, Chicago Cubs y Atlanta Braves.
En mayo de 2006, Hamels hizo su debut en las Grandes Ligas con los Filis. Después de asegurarse un lugar a largo plazo como miembro de la rotación titular de los Filis en su temporada de novato, hizo grandes avances en la temporada 2007 de Grandes Ligas y ganó el premio al mejor lanzador de Grandes Ligas de los Filis. Hamels fue el mejor lanzador del equipo al comenzar la temporada 2008 , así como durante la postemporada de los Filis, durante la cual finalmente ganaron la Serie Mundial 2008 sobre los Tampa Bay Rays; ganó el premio al Jugador Más Valioso de la Serie Mundial. Después de la temporada 2008, Hamels firmó un contrato de tres años con los Filis. Sus estadísticas declinaron durante las siguientes dos temporadas, ya que luchó durante una tumultuosa campaña de 2009 y se recuperó un poco en 2010 ; sin embargo, todavía no se acerca a sus números de 2008. Durante las siguientes temporadas, a Hamels se unieron sus compañeros lanzadores All-Star Roy Halladay, Cliff Lee y Roy Oswalt. Hamels floreció junto a ellos, acumulando algunas de las mejores temporadas de su carrera, antes de sufrir un pobre apoyo en la carrera en 2013. Con el declive de sus compañeros de equipo envejecidos, el equipo se perdió la postemporada durante los siguientes años, pero él siguió siendo una de las estrellas consistentes de los Filis. Hamels fue canjeado a los Texas Rangers en 2015, y esa temporada impulsó su carrera hacia el título de la División Oeste de la Liga Americana. Hamels pasó parte de cuatro temporadas con los Rangers, incluida una temporada All-Star en 2016, antes de ser transferido a los Cachorros en 2018. En 2020, fue clausurado por la temporada después de lanzar solo 3+1 ⁄ 3 entradas.

## Trayectoria
Debutó en las Mayores el año de 2006 con Philadelphia Phillies, temporada donde participó en 23 juegos con un saldo de nueve victorias y ocho derrotas. Su mejor temporada ha sido en 2008, pues obtuvo un total de catorce triunfos y diez reveses con un porcentaje de carreras limpias permitidas (ERA) de 3,09. Asimismo, obtuvo la Serie Mundial con su equipo y logró ser reconocido como Jugador Más Valioso de la serie final por el banderín de la Liga Nacional y de la misma Serie Mundial. 
Durante la temporada de 2009 fue uno de los que consiguió el mayor número de blanqueadas en la Liga Nacional (2). Con el arribo de los Phillies al clásico de otoño de ese año, tuvo participación en un juego (0-1).